# Нормализација (особе са инвалидитетом)
„Принцип нормализације подразумева стављање на располагање свим особама са инвалидитетом начина живота и услова свакодневног живота који су што је могуће ближи уобичајеним околностима и начинима живота или друштва. Нормализација је ригорозна теорија људских услуга која се може применити на услуге инвалидности. Теорија нормализације је настала почетком 1970-их, пред крај периода институционализације у САД; то је једна од најјачих и дуготрајних теорија интеграције за особе са тешким инвалидитетом.

## Дефиниција
Нормализација подразумева прихватање неких особа са инвалидитетом, са њиховим инвалидитетом, нудећи им исте услове који се нуде другим грађанима. То укључује свест о уобичајеном, нормалном ритму живота – укључујући нормалан ритам дана, недеље, године и самог животног циклуса (нпр. прослављање празника; радни дан и викенд). То укључује нормалне услове живота – становање, школовање, запошљавање, вежбање, рекреацију и слободу избора која је раније била ускраћена особама са тешким, дубоким или значајним инвалидитетом.
Волфенсбергерова дефиниција заснива се на концепту културне нормативности: „Употреба средстава која су културно нормативна колико је то могуће, како би се успоставила и/или одржала лична понашања и карактеристике које су културно нормативне што је могуће више“. Тако, на пример, „медицински третмани“ као што су шок третман или ограничавање слободе кретања нису само казнени, већ нису ни „културолошки нормативни“ у друштву. Принцип се заснива на друштвеној и физичкој интеграцији, која је касније постала популаризована, имплементирана и проучавана у услугама као интеграција заједнице која обухвата области од посла до рекреације и становања.